# Rollkur
Rollkur är en extrem variant av ridträning, speciellt inom dressyrsporten, som innebär att ryttaren förböjer hästen onaturligt både i lod och i sidled. Hästen går så att säga med nosen mycket nära bringan eller mycket nära ryttarens ben. Detta är skadligt för hästen, men tillämpas som träningsmetod upp t o m OS- och VM-nivå. 
Definitionen av rollkur/hyperflexion är, enligt Fédération Équestre Internationale (FEI), en böjning av hästens hals genom "aggressiv force" och därmed inte tillåtet. Att rida hästen enligt metoden LDR (låg, djup och rund) är enligt FEI tillåtet - om det inte görs med våld eller tvång.